# Mousselinesaus

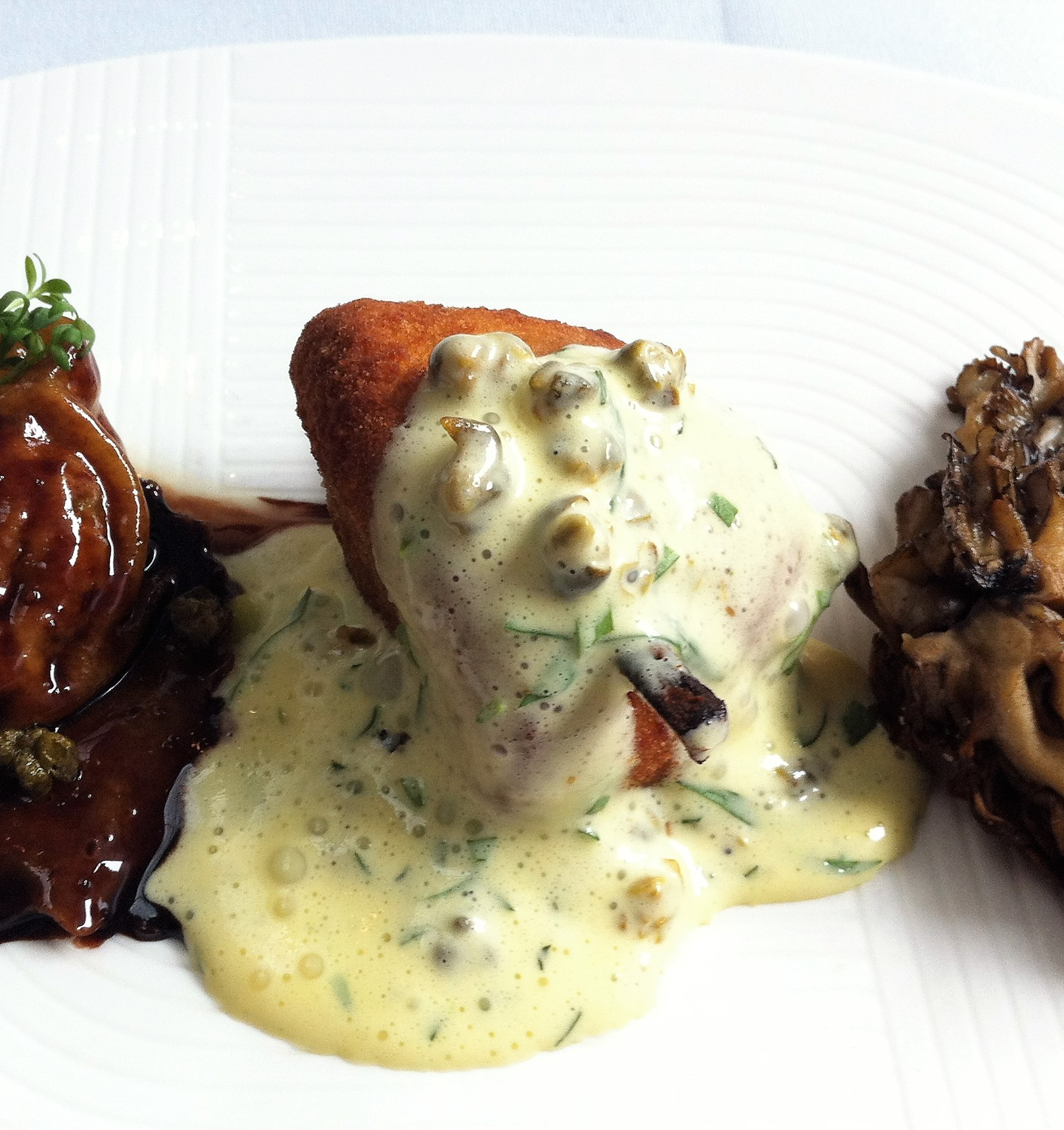
Mousselinesaus met kappertjes en dragon op gepaneerde kip

Mousselinesaus is een hollandaisesaus waaraan op het laatste moment nog geklopte room toegevoegd is. 
Mousselinesaus wordt net als Hollandse saus gemaakt van eidooiers en boter, afhankelijk van het recept, met een extra reductie van witte wijn of wijnazijn en sjalotten en kruiden, vergelijkbaar met bearnaisesaus. Ten slotte wordt de slagroom erdoor gemengd. Het wordt bijvoorbeeld gegeten met kreeft, wit gevogelte maar ook met asperges en andere jonge groenten.
Een andere naam is sauce chantilly.